# Centre Yermilov
Le Centre Yermilov ou Iermilov est un centre ukrainien d'art contemporain.

## Historique
Le Centre Yermilov pour l'art contemporain est fondé à Kharkiv en Ukraine,, où il ouvre en mars 2012. 
Il porte le nom de l'artiste Vasyl Yermylov, membre et pionnier de l'avant-garde ukrainienne, du cubisme en Ukraine et du constructivisme. 
C'est un espace polyvalent, qui sert à la fois pour les projets artistiques, les expositions et les échanges entre artistes, conservateurs, critiques d'art et chercheurs, ainsi que pour l'innovation, l'éducation et la culture. Les domaines d'activité du centre comprennent notamment les projets d'expositions, les résidences d'art, les projets éducatifs, les conférences et discussions, les séminaires.
Le design intérieur est une création des architectes et designers de Kharkiv Igor Ostapenko, Inna Pedan et Andriy Khvorostyanov. L'Association des anciens, des enseignants et des amis du VN Karazin de l'université nationale de Kharkiv contribue au financement du centre. Il est réputé être le principal centre artistique de la ville.